# Wił Bołdyriew
Wił Konstantinowicz Bołdyriew (ros. Вил Константи́нович Бо́лдырев, 1924–2003) – radziecki dyplomata.

## Życiorys
Członek WKP(b), od 1956 pracował w Ministerstwie Spraw Zagranicznych ZSRR, 1969-1975 radca-pełnomocnik Ambasady ZSRR w Indiach, 1978-1982 kierownik wydziału MSZ ZSRR. Od 2 czerwca 1982 do 23 września 1987 ambasador nadzwyczajny i pełnomocny ZSRR w Iranie.